# Rose Byrne
Pour les articles homonymes, voir Byrne.
Rose Byrne est une actrice australienne, née le 24 juillet 1979 à Sydney.
Elle fait ses débuts au cinéma à l'âge de treize ans en 1994 avec Dallas Doll, mais c'est la comédie policière Two Hands qui la fait connaître sur le territoire australien.
En 2000, à 21 ans, elle remporte la Coupe Volpi de la meilleure interprétation féminine pour sa prestation dans La Déesse de 1967. En 2002, elle tourne son premier film américain, Star Wars, épisode II : L'Attaque des clones, second volet de la prélogie Star Wars, mais c'est grâce au péplum Troie en 2004 qu'elle se fait remarquer par Hollywood. De 2007 à 2012, elle interprète Ellen Parsons, l'un des rôles principaux de la série télévisée Damages, qui lui vaut d'être nommée au Golden Globes et au Emmy Awards.
Au cinéma, elle passe du film historique, Marie-Antoinette, à la science-fiction, Sunshine et 28 semaines plus tard. En 2010, à 31 ans, elle amorce un virage vers la comédie avec American Trip, suivi l'année suivante de Mes meilleures amies, succès critique et public. Ses autres succès notables dans la comédie sont Mariage à l'anglaise en 2013, Nos pires voisins et Annie en 2014, Spy en 2015, Pierre Lapin et Apprentis Parents en 2018. Elle est aussi présente au générique des films d'horreur Insidious et sa suite ainsi que des films de super-héros X-Men : Le Commencement et X-Men : Apocalypse, pour lesquels elle prête ses traits au personnage de Moira McTaggert.
Ses interprétations sont souvent saluées par la critique et lui valent des récompenses et des nominations.

## Biographie

### Enfance
Mary Rose Byrne naît à Balmain, un quartier de Sydney dans l'État de Nouvelle-Galles du Sud. Elle est la fille de Jane, directrice d'une école primaire, et de Robin Byrne, statisticien semi-retraité. C'est la plus jeune des quatre enfants du couple : elle a un frère, George, musicien reconverti dans la photographie, et deux sœurs, Alice, peintre, et Lucy, qui travaille dans l'édition. Elle a des origines écossaises et irlandaises,. Dans une interview de 2009, elle déclare que sa mère est athée alors que son père et elle sont agnostiques. The Telegraph a décrit sa famille comme «soudée», et qui lui a fréquemment remis les pieds sur terre alors que sa carrière prenait son envol. Elle a indiqué qu'« à un moment, l'une de mes sœurs a discuté avec moi et m'a dit: "Fais attention à toi" », et a ajouté que sa famille l'avait « vraiment soutenue ». Elle est également proche de l'actrice Nadia Townsend.
Rose Byrne a fréquenté la Balmain Public School et la Hunters Hill High School avant de fréquenter le Bradfield College à Crows Nest. Elle a ensuite déménagé à Newtown et à Bondi. Encouragée par l’une de ses sœurs, elle a commencé à prendre des cours de théâtre à huit ans et a rejoint le Australian Theatre for Young People. En grandissant, Byrne a connu « beaucoup de rejets » des écoles de cinéma. « J'ai auditionné pour certaines grandes écoles d'art dramatique - le Nean, le WAAPA, le NIDA - et je n'ai été acceptée dans aucune d'entre elles. J'étais vraiment déçue. Je ne savais pas si je serais légitime sans suivre une formation de trois ans dans un sens plus traditionnel ». Au lieu de cela, elle a étudié les arts à l'université de Sydney. « Je garde de bons souvenirs de cette époque: étudier, travailler, auditionner. Etre juste une actrice qui cherche à se faire une idée de sa vie après le lycée ». En 1999, Rose Byrne a étudié le métier d'acteur à la Atlantic Theater Company, fondée par David Mamet et William H. Macy.

### Carrière

#### Débuts: 1994 – 2001

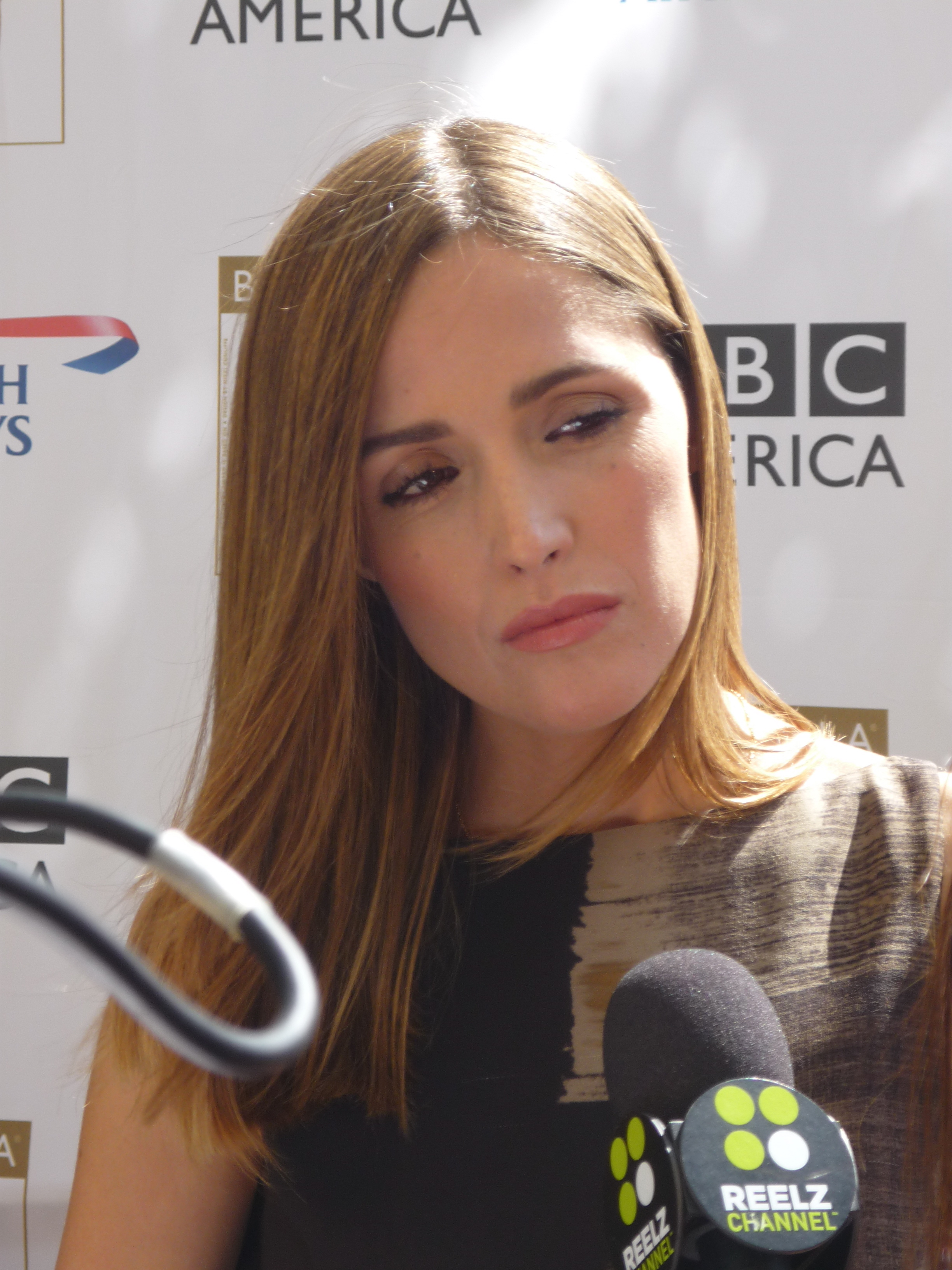
À la 8th Annual BAFTA/LA TV Tea Party, à Century City, Californie (en août 2010).

À treize ans, Rose Byrne est repérée à l'Australian Theatre for Young People par un agent qui lui permet d'obtenir son premier rôle au cinéma, Dallas Doll, aux côtés de Sandra Bernhard,. Elle considère son premier essai cinématographique comme « un coup de chance ». Le film est toutefois un échec commercial, mais la jeune fille décide de persévérer dans le métier d'actrice. Deux ans plus tard, elle décroche un rôle dans le feuilleton Echo Point qui, selon elle, a été un « cours intensif pour devenir célèbre » (âgée de quinze ans, elle se sent alors « assez importante pendant six mois »). Le feuilleton est annulé au bout de cent épisodes. De cette expérience de tournage, elle tire une leçon sur le métier d'acteur : « c'est surtout le rejet et le chômage ».
Après ses deux déceptions, la jeune fille reprend ses études et décide de repartir de zéro concernant le métier d'actrice. Après quelques apparitions dans des séries télévisées, dont un rôle récurrent dans Hartley, cœurs à vif, elle joue dans son second long-métrage pour le cinéma, la comédie policière Two Hands, réalisé par Gregor Jordan. Dans ce film, elle incarne Alex, une jeune femme qui tombe amoureuse de Jimmy (Heath Ledger), traqué par des gangsters après qu'il a perdu de l'argent. Sorti en juillet 1999, Two Hands est salué par la critique et obtient un bon score au box-office, ce qui lui permet de lancer sa carrière à l'échelle nationale. Peu après le succès de Two Hands, elle fait ses débuts à la Sydney Theatre Company en jouant dans les pièces Les Trois Sœurs de Tchekov et La Dispute de Marivaux. La même année, elle est à l'affiche du film My Mother Frank, aux côtés de Sam Neill et Sinéad Cusack, qui, malgré son échec commercial, obtient de bonnes critiques.
En 2000, elle tient son premier rôle principal dans la comédie dramatico-romantique La Déesse de 1967 de Clara Law dans laquelle elle incarne une jeune femme aveugle. Sa prestation lui vaut d'obtenir la Coupe Volpi de la meilleure actrice à la Mostra de Venise. Dans une interview après sa récompense, elle avoue qu'avant d'obtenir le prix, elle avait été surprise par sa propre performance en se retrouvant confrontée au visionnage du film, car son jeu d'actrice était « trop déprimant ». 

#### Premiers pas à Hollywood: 2002 – 2006

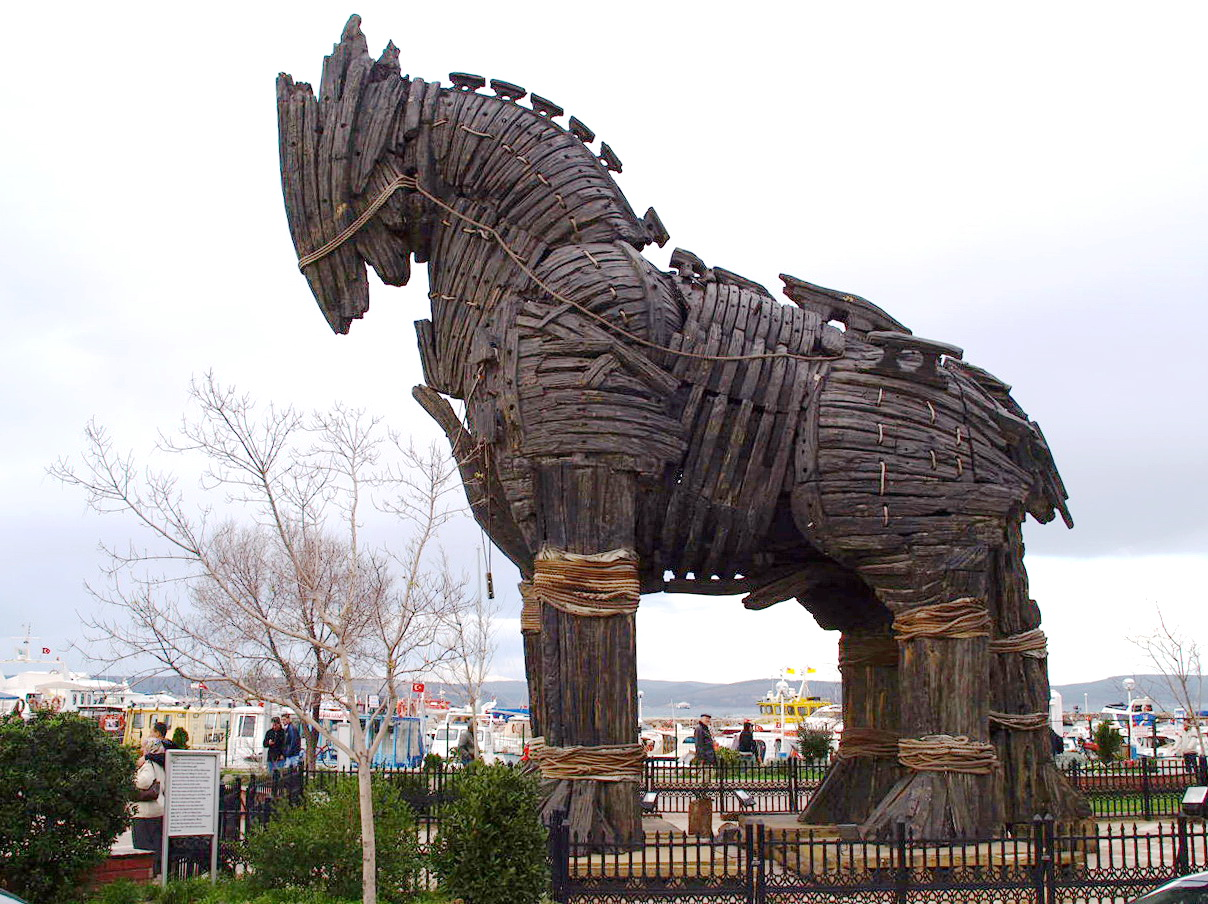
Photo du cheval de Troie utilisé pour le film Troie, dans lequel Rose Byrne tient son premier rôle notable dans un long-métrage aux États-Unis.

Rose Byrne décide de suivre l'exemple de Heath Ledger, qui commence à connaitre un début de notoriété à Hollywood, et part à Los Angeles avec Gregor Jordan, son compagnon de l'époque. En 2002, elle fait sa première apparition dans un blockbuster américain avec Star Wars, épisode II: L'Attaque des clones, second volet de la prélogie de Star Wars, dans lequel elle incarne l'une des servantes de la reine Amidala (Natalie Portman). De cette première expérience hollywoodienne, elle dit : « c'était facile, je n'avais qu'à rester debout à côté de Natalie Portman et prendre un air très sérieux ». Toutefois, beaucoup de ses scènes sont supprimées du montage final. La même année, elle apparaît dans le thriller City of Ghosts réalisé par Matt Dillon. Byrne se rend au Royaume-Uni pour tourner Rose et Cassandra (2003), adaptation du roman I Capture the Castle de Dodie Smith, dans lequel elle incarne Rose Mortmain, sœur ainée de Cassandra (Romola Garai). La carrière de Byrne a raison de sa relation « à distance » avec Jordan, et ils se séparent. C'est durant ce tournage qu'elle achète une maison à Hackney, dans laquelle elle vit pendant deux ans avec sa sœur Lucy.
Tout en tournant des films dans son Australie natale (trois comédies au succès fluctuant à l'échelle nationale), Rose Byrne obtient son premier rôle important aux États-Unis dans le péplum Troie, réalisé par Wolfgang Petersen. Elle campe Briséis, une jeune prêtresse d’Apollon captive d’Achille, interprété par Brad Pitt, lors du siège de Troie par les Grecs. Malgré un petit rôle, Rose Byrne s’impose comme la révélation du film, ce qui lui permet de se faire remarquer par la critique, qui la classe comme l'une des nouvelles actrices à suivre. Tourné pour un budget de 175 millions de dollars, Troie sort en mai 2004 et rencontre le succès au box-office avec plus de 497 millions de dollars de recettes mondiales. Plus tard la même année, elle est à l'affiche de Rencontre à Wicker Park, remake américain de L'Appartement de Gilles Mimouni, pour lequel elle partage l’affiche avec Josh Hartnett et Diane Kruger. Malgré des critiques partagées, l’interprétation de Rose Byrne est plébiscitée. La jeune actrice ne laisse pas indifférentes les personnes avec qui elle a tourné, comme le réalisateur Paul McGuigan, qui l'a décrite comme « la meilleure actrice avec laquelle il a travaillé », ou son partenaire de Troie, Peter O'Toole, pour qui elle est « une actrice belle, simple et pure, et une fille adorable ».
Elle est ensuite sollicitée par la BBC pour tourner dans Casanova, de nouveau avec Peter O'Toole, ainsi que dans un film indépendant mettant également en vedette Snoop Dogg et Dylan McDermott, intitulé Les Locataires, adapté du roman de Bernard Malamud. Le film est toutefois un énorme échec public. En 2006, elle tourne sous la direction de Sofia Coppola dans le controversé Marie-Antoinette où elle interprète Gabrielle de Polignac, meilleure amie de Marie-Antoinette, campée par Kirsten Dunst. Pour les besoins du tournage, elle s'installe en France. De cette expérience sur ce film, elle dit : « C'était en fait la première fois que je faisais de l'improvisation. Sofia encourage vraiment cela avec ses scripts. Elle veut que ce soit naturel et biologique. La duchesse de Polignac était une mondaine de son temps et une corruptrice de Marie-Antoinette. Elle était en quelque sorte une Kate Moss de son époque, une vraie fêtarde. C'était un rôle comique. Je me souviens que Sofia m'avait dit : “Elle est comme une bouteille de champagne, elle éclate.” Les costumes étaient superbes ». Le film divise la critique, et son succès au box-office se fait surtout à l'international, notamment en France et au Japon. La même année, elle prête ses traits à un médecin légiste qui pense que le corps qu'on lui a amené est celui de sa sœur, dans le drame acclamé par la critique The Dead Girl réalisé par Karen Moncrieff.

#### Percée: 2007 – 2010

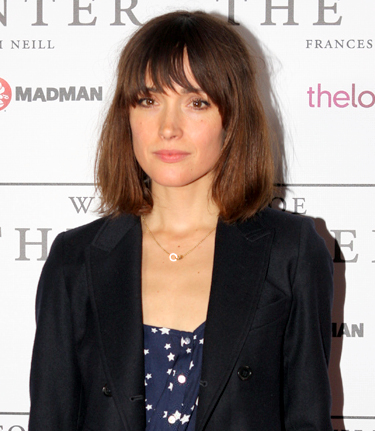
Byrne en 2011.

En 2007, Rose Byrne joue un rôle important dans deux thrillers de science-fiction au cinéma. D'abord, elle incarne Cassie, le pilote de vaisseau spatial dans Sunshine, réalisé par Danny Boyle,, aux côtés de Cillian Murphy et Chris Evans. Au départ, l'actrice, en découvrant le script, imagine qu'on lui propose de jouer dans une comédie romantique en lisant le titre. Boyle l'a choisie pour le rôle après l'avoir vue dans Troie. Rose Byrne considère son personnage comme le membre le plus émotif de l'équipage, exprimant ses sentiments ; le rôle de Cassie au sein de l'équipage était de posséder un tempérament égal qui l'aiderait à survivre. Ensuite, elle est à l'affiche de 28 semaines plus tard, la suite de 28 jours plus tard (réalisé par Boyle, qui officie cette fois comme producteur exécutif). Alors que Sunshine est un échec commercial mais est bien accueilli par la critique, 28 semaines plus tard est un succès critique et public, rapportant plus de 64,2 millions de dollars au niveau mondial.
En 2007, elle obtient la consécration en tenant le rôle principal d'Ellen Parsons, une avocate sophistiquée et impitoyable dans la série télévisée Damages, aux côtés de Glenn Close,. Sa performance a été largement saluée, ce qui lui vaut d'être nommée deux fois pour un Primetime Emmy Award de la meilleure actrice dans une série dramatique en 2009 et 2010, et deux fois pour un Golden Globe pour la meilleure actrice dans une série, mini-série ou téléfilm en 2008 et 2010. Elle a joué son rôle dans chacun des cinquante-neuf épisodes de la série et jusqu'à sa conclusion en septembre 2012.
Après des rôles dans les films indépendants Jeunes Mariés et The Tender Hook, avec Hugo Weaving, Rose Byrne retourne à un cinéma grand public aux côtés de Nicolas Cage dans le thriller de science-fiction Prédictions (2009), qui a rapporté 186,5 millions de dollars dans le monde entier et a reçu des critiques mitigées.
À l'époque, Rose Byrne n'avait pas de stratégie précise dans ses choix de films. « Vous vous dirigez là où vous voulez aller, mais il y a plein de choses qui échappent à votre contrôle », a-t-elle dit une fois. Après le succès de Damages, elle a demandé à ses agents de la faire jouer dans des comédies. « Je jouais tous ces rôles très lourds et dramatiques, et j'avais vraiment besoin d'une pause », a-t-elle déclaré.

#### Passage à la comédie: depuis 2010
Sa demande de tourner une comédie a été satisfaite lorsqu'elle a obtenu le rôle d'une pop star scandaleuse et petite amie occasionnelle d'une rock star dans American Trip (2010), mettant également en vedette Russell Brand et Jonah Hill. Le réalisateur Nicholas Stoller a été étonné de la présence de Byrne lors de son audition ; il la qualifie de « très bonne actrice, mais très sérieuse », elle a dû casser son image. Stoller l'a également trouvée très drôle sur le plateau. Le film a été un succès commercial avec un chiffre d’affaires brut de 60,9 millions de dollars américains en Amérique du Nord.

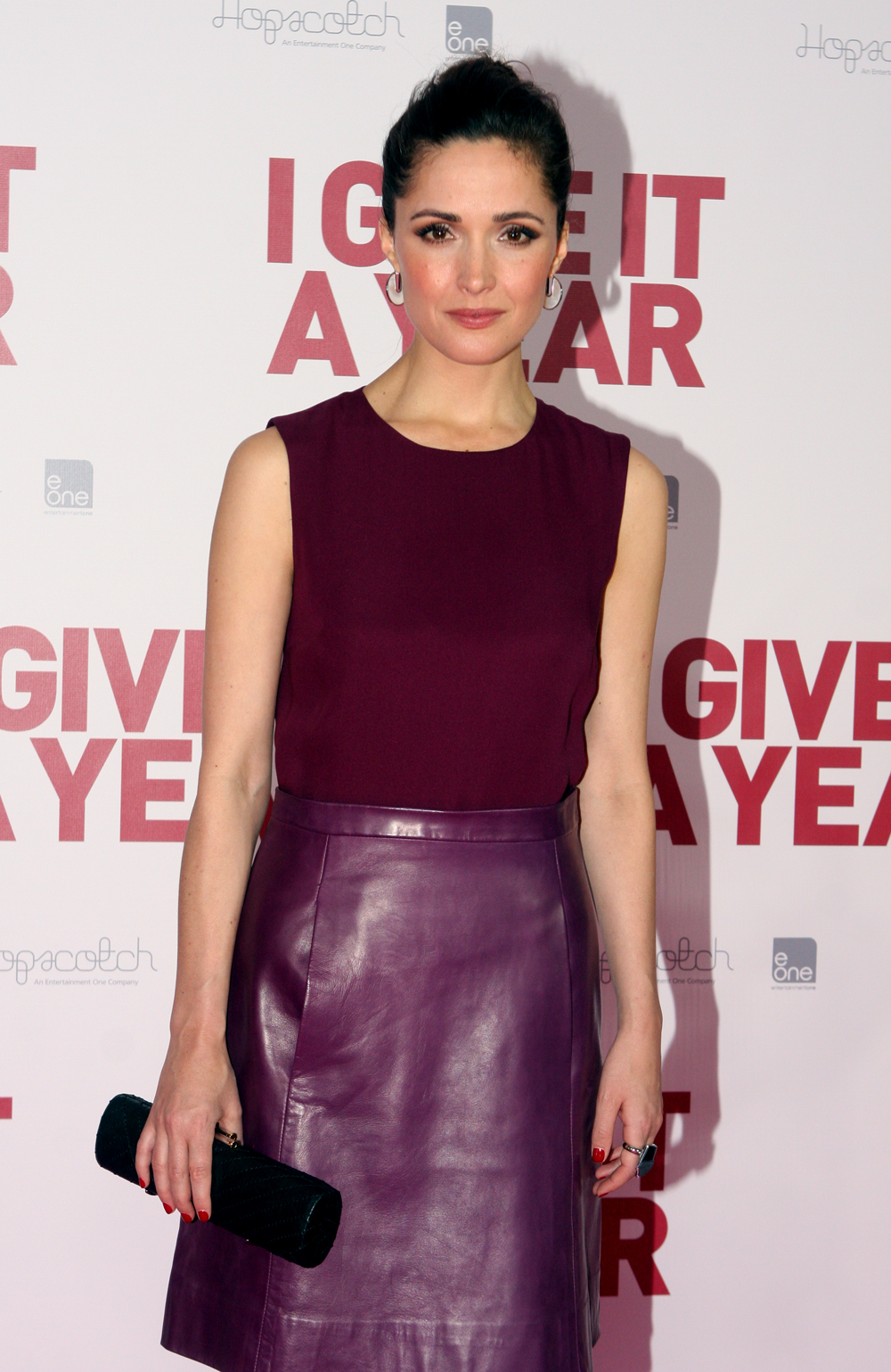
En janvier 2013, à la première de Mariage à l'anglaise.

L'année 2011 a marqué un tournant dans la carrière de Rose Byrne, avec la sortie de trois films de grande envergure dans lesquels elle joue des rôles de premier plan, ce qui la conduit finalement à jouer au rythme de trois à quatre films par an. Dans son premier long-métrage en 2011, Insidious, film d’horreur de James Wan,, elle incarne une femme mariée dont le fils tombe inexplicablement dans le coma, et des fantômes d'une dimension astrale veulent habiter son corps. Avec un budget de 1,5 million de dollars, le film a rapporté 97 millions de dollars et a marqué le début de toute une franchise. La comédie Mes meilleures amies a vu Rose Byrne tenir le rôle d'une femme belle et riche, aux côtés de Maya Rudolph, Melissa McCarthy, Kristen Wiig, Ellie Kemper et Wendi McLendon-Covey. Le long-métrage a remporté un succès critique et commercial : au cours de son week-end d'ouverture, il a rapporté 26 millions de dollars américains, puis plus de 288 millions de dollars américains dans le monde,,, et il a servi de pierre angulaire à une réflexion sur les femmes dans la comédie,,.
Rose Byrne est apparue dans X-Men : Le Commencement de Matthew Vaughn, dans le rôle de Moira MacTaggert, qu'elle a décrit comme « une femme dans un monde d'hommes, très courageuse et ambitieuse - vous savez, elle a une certaine dureté en elle qui me plaisait ». Elle a déclaré qu'elle ne connaissait pas les comics ni la série de films, en dehors du fait que le film était un « mastodonte ». L'actrice a été lancée tardivement dans la production, qui avait déjà commencé au moment où elle a été choisie pour le rôle. Troisième et dernier film de l'actrice à sortir en 2011, X-Men : Le Commencement est également un succès au box-office, réalisant un chiffre d'affaires de 353,6 millions de dollars dans le monde entier.
En 2013, elle partage l'affiche du drame The Place Beyond the Pines avec Ryan Gosling, Eva Mendes et Bradley Cooper mais surtout, elle interprète l'un des rôles principaux de la comédie Mariage à l'anglaise.
Elle enchaîne avec la comédie américaine Les Stagiaires, de Shawn Levy, où elle donne la réplique au fameux tandem Vince Vaughn / Owen Wilson, puis reprend son rôle dans la suite d'Insidious, qui rencontre un accueil critique mitigé mais obtient toutefois un succès commercial supérieur au premier volet.
En 2014, elle se remet à la comédie. Nicholas Stoller lui refait confiance en lui confiant le rôle principal féminin de la comédie potache Nos pires voisins, où elle a cette fois pour partenaire Seth Rogen. Le film connaît un énorme succès commercial et une suite est annoncée. Puis elle retrouve le réalisateur Shawn Levy pour la comédie dramatique chorale C'est ici que l'on se quitte, où elle évolue aux côtés d'autres valeurs sûres de la comédie américaine, telles que Jason Bateman et Tina Fey.
Elle participe également à l'adaptation de la comédie musicale Annie, de Will Gluck, mal accueillie par la critique, mais sa prestation est saluée comme la « surprise » du film, et enfin, elle prête ses traits au principal personnage féminin de la comédie dramatique Adult Beginners, écrite et interprétée par l’humoriste Nick Kroll.
En 2015, elle retrouve la comédienne Melissa McCarthy et le réalisateur Paul Feig pour la comédie d'action Spy, qui lui permet de renouer avec le succès, après les retours mitigés des deux films précités. Cette même année, elle lance sa société de production, Dollhouse Pictures, spécialisée dans les créations pour femmes,.
En 2016, elle est à l'affiche de deux films : d'abord, elle reprend les rôles de Moira MacTaggert pour X-Men: Apocalypse, cette fois sous la direction de Bryan Singer et de Kelly Radner dans Nos pires voisins 2, toujours réalisé par Nicholas Stoller. La même année, elle est annoncée au casting de l'adaptation télévisée du livre non-fictionnel The Immortal Life of Henrietta Lacks dans le rôle de Rebecca Skloot, auteur du livre. Le téléfilm est diffusé sur HBO en avril 2017.
En 2018, elle tient le principal rôle féminin du film Pierre Lapin, mêlant animation et prise de vues réelles adapté du roman de Beatrix Potter. Bien reçu par la critique française, malgré un accueil critique mitigé dans les pays anglophones,, le film obtient un large succès commercial. La même année, elle est à l'affiche de la comédie romantique Juliet, Naked, adaptée du roman du même nom de Nick Hornby, dans lequel elle incarne une femme sortant avec un musicien de rock (Ethan Hawke). Le film est bien reçu par la critique qui salue la prestation de l'actrice. L'année 2018 se conclut avec la comédie dramatique Apprentis Parents, dans lequel elle incarne avec Mark Wahlberg un couple adoptant trois enfants. Le long-métrage rencontre un bon accueil critique et un succès commercial modeste.
En 2020, elle tient l'un des rôles principaux de la comédie Like a Boss, aux côtés de Tiffany Haddish et Salma Hayek. Le film obtient un accueil critique largement négatif et n'est pas un franc succès au box-office. La même année, elle est l'une des têtes d'affiches de la mini-série Mrs. America, dans laquelle elle prête ses traits à la journaliste féministe Gloria Steinem.
Elle est également à l'affiche de Pierre Lapin 2 : Panique en ville, suite du film de 2018, dans lequel elle reprend le rôle de Bea. La sortie est prévue pour 2021. Elle joue aussi dans la comédie politique Irresistible de Jon Stewart, dans laquelle elle partage l'affiche avec Steve Carell.

### Autres activités
Rose Byrne est le visage de la ligne de cosmétiques Max Factor entre 2004 et 2009. Elle est nommée dans la liste des plus belles célébrités de 2007 du magazine Who (en).
Rose Byrne soutient l'UNICEF en Australie en étant le visage de la campagne 2007 de Designers United et membre du jury de Tropfest en 2006 et Tropfest @ Tribeca en 2007. Elle est diplômée et ambassadrice des jeunes acteurs de NIDA Studio. En 2014, Rose Byrne est devenue le visage d'Oroton, le producteur australien d'accessoires de mode de luxe.

### Vie personnelle
De 2004 à 2005, elle vit pendant un an avec le réalisateur de Two Hands, Gregor Jordan.
De 2006 à 2010, elle est la compagne du comédien et humoriste australien Brendan Cowell (en). Ils annoncent leur séparation en janvier 2010, les problèmes de distance sont, expliquent-ils, la cause principale de leur rupture.
Depuis 2012, elle est en couple avec l'acteur Bobby Cannavale (Vinyl),. Elle tourne avec lui Annie, Adult Beginners et Spy. Le 1er février 2016, elle donne naissance à un petit garçon nommé Rocco Robin Cannavale. En novembre 2017, elle met au monde son second enfant, Rafa Cannavale,.

## Filmographie

### Cinéma

#### Longs métrages
- 1994 : Dallas Doll (en) d'Ann Turner : Rastus Sommers
- 1999 : Two Hands de Gregor Jordan : Alex
- 2000 : My Mother Frank (en) de Mark Lamprell : Jenny
- 2000 : La Déesse de 1967 (The Goddess of 1967) de Clara Law : B.G.
- 2002 : Star Wars, épisode II : L'Attaque des clones (Star Wars: Episode II - Attack of the Clones) de George Lucas : Dormé
- 2002 : City of Ghosts de Matt Dillon : Sabrina
- 2003 : Rose et Cassandra (I Capture the Castle) de Tim Fywell : Rose Mortmain
- 2003 : The Night We Called It a Day de Paul Goldman : Audrey Appleby
- 2003 : The Rage in Placid Lake de Tony McNamara : Gemma Taylor
- 2003 : Take Away de Marc Gracie : Sonja Stilano
- 2004 : Troie de Wolfgang Petersen : Briséis
- 2004 : Rencontre à Wicker Park (Wicker Park) de Paul McGuigan : Alex Denver
- 2006 : Les Locataires (The Tenants) de Danny Green : Irene Bell
- 2006 : Marie-Antoinette de Sofia Coppola : La duchesse de Polignac
- 2007 : Sunshine de Danny Boyle : Cassie
- 2007 : The Dead Girl de Karen Moncrieff : Leah
- 2007 : 28 semaines plus tard (28 Weeks Later) de Juan Carlos Fresnadillo : le major Scarlet Levy
- 2007 : Jeunes mariés (Just Buried) de Chaz Thorne : Roberta Knickle
- 2008 : The Tender Hook de Jonathan Ogilive : Iris
- 2009 : Prédictions (Knowing) d'Alex Proyas : Diana Wayland
- 2009 : Adam de Max Mayer : Beth Buchwald
- 2010 : I Love You Too de Daina Reed : Verity (caméo)
- 2010 : American Trip (Get Him to the Greek) de Nicholas Stoller : Jackie Q
- 2011 : Insidious de James Wan : Renai Lambert
- 2011 : X-Men : Le Commencement (X-Men: First Class) de Matthew Vaughn : Moira MacTaggert
- 2011 : Mes meilleures amies (Bridesmaids) de Paul Feig : Helen Harris
- 2012 : The Place Beyond the Pines de Derek Cianfrance : Jennifer Cross
- 2013 : Mariage à l'anglaise (I Give it the Year) de Dan Mazer : Nat Redfern
- 2013 : Les Stagiaires (The Internship) de Shawn Levy : Dana Simms
- 2013 : The Turning de Claire McCarthy : Rae (segment The Turning)
- 2013 : Insidious : Chapitre 2 (Insidious Chapter 2) de James Wan : Renai Lambert
- 2014 : Nos pires voisins (Neighbors) de Nicholas Stoller : Kelly Radner
- 2014 : C'est ici que l'on se quitte (This Is Where I Leave You) de Shawn Levy : Penny Moore
- 2014 : Annie de Will Gluck : Grace Farrell
- 2014 : Adult Beginners de Ross Katz : Justine
- 2015 : Spy de Paul Feig : Rayna Boyanov
- 2015 : Ma mère et moi (The Meddler) de Lorene Scafaria : Lori Minervini
- 2016 : X-Men: Apocalypse de Bryan Singer : Moira MacTaggert
- 2016 : Nos pires voisins 2 (Neighbors 2 : Sorority Rising) de Nicholas Stoller : Kelly Radner
- 2017 : I Love You, Daddy de Louis C.K. : Grace
- 2018 : Insidious : La Dernière Clé (Insidious: The Last Key) d'Adam Robitel : Renai Lambert (images d'archives)
- 2018 : Juliet, Naked de Jesse Peretz : Annie Platt
- 2018 : Pierre Lapin (Peter Rabbit) de Will Gluck : Bea
- 2018 : Apprentis Parents (Instant Family) de Sean Anders : Ellie Wagner
- 2020 : Lady Business (Like a Boss) de Miguel Arteta : Mel Paige
- 2020 : Irresistible de Jon Stewart : Faith Brewster
- 2021 : Pierre Lapin 2 : Panique en ville (Peter Rabbit 2) de Will Gluck : Bea
- 2021 : Seriously Red de Grace Otto : Elvis (également productrice déléguée)
- 2022 : Spirited : L'Esprit de Noël (Spirited) de Sean Anders : Karen
- 2023 : Insidious: The Red Door de Patrick Wilson : Renai Lambert
- 2023 : Ezra de Tony Goldwyn : Jenna
- 2025 : If I Had Legs I'd Kick You de Mary Bronstein (en) : Linda (également productrice déléguée)
- 2025 : Tow de Stephanie Laing : Amanda Ogle

#### Courts métrages
- 1999 : The Date de Damon Herriman : Sophie
- 2001 : The Pitch de Nash Edgerton : Une fille
- 2002 : Heaven de Samuel Bennetts

### Télévision

#### Séries télévisées
- 1995 : Echo Point (en) : Belinda O'Connor
- 1996 : G.P. : Rebecca (saison 3 - épisode 8)
- 1997 : Fallen Angels : Siobhan (saison 1 - épisode 7)
- 1997 : Wildside : Heidi Benson (saison 1 - épisodes 1 et 2)
- 1999 : Big Sky (en) : Angie (saison 2 - épisode 5)
- 1999 : Hartley, cœurs à vif (Heartbreak High) : Carly Whiteley (saison 7 - épisodes 6, 21, 22 et 23)
- 2000 : Fréquence Crime (Murder Call) : Sarah Watson (saison 3 - épisode 18)
- 2005 : Casanova (en) : Edith (mini-série de trois épisodes)
- 2007-2012 : Damages : Ellen Parsons (59 épisodes)
- 2013 : Portlandia : La petite amie de Fred (saison 3 - épisode 8)
- 2016 : No Activity : Elizabeth (saison 2 - épisodes 1, 2, 3, 4 et 6)
- 2018 : Angie Tribeca : Norrah Newt (saison 4 - épisode 5)
- 2019 : At Home with Amy Sedaris (en) : Mary Finkleton (saison 2 - épisode 3)
- 2020 : Mrs. America : Gloria Steinem (mini-série de neuf épisodes)
- depuis 2021 : Physical : Sheila Rubin
- 2023 : Platonic : Sylvia

#### Téléfilms
- 2017 : La Vie immortelle d'Henrietta Lacks (The Immortal Life of Henrietta Lacks) de George C. Wolfe : Rebecca Skloot

### Clips
- 2000 : Black the Sun de Alex Lloyd
- 2002 : I Miss You de Darren Hayes
- 2007 : Digital Versicolor de Glass Candy

### Doublage
Rose Byrne a également prêté sa voix à quelques reprises dans de nombreux projets au cours de sa carrière.

#### Cinéma
- 2014 : Unity (documentaire) de Shaun Morrison : narratrice
- 2018 : Pierre Lapin (Peter Rabbit) de Will Gluck : Jemima Puddle-Duck
- 2019 : Martha the Monster de Christopher Weekes : Martha (court-métrage)
- 2019 : I Am Mother de Grant Sputore : Mother (voix)
- 2019 : Jexi de Jon Lucas et Scott Moore (en) : Jexi
- 2021 : Pierre Lapin 2 : Panique en ville (Peter Rabbit 2) de Will Gluck : Jemima Puddle-Duck
- 2023 : Ninja Turtles: Teenage Years (Teenage Mutant Ninja Turtles: Mutant Mayhem) de Jeff Rowe et Kyler Spears : Leatherhead

#### Télévision
- 2012 : American Dad! (série) : Jenny (saison 7 - épisode 17)

## Théâtre
- 2000 : Les Trois Sœurs d'après l'œuvre d'Anton Tchekhov, joué au Sydney Theatre Company : Adine
- 2000 : La Dispute d'après l'œuvre de Marivaux, joué au Sydney Theatre Company : Irina
- 2001 : The Play is The Thing
- 2014 : You Can't Take It With You de Moss Hart et George S. Kaufman, joué au Longacre Theatre : Alice Sycamore
- 2016 : Speed-the-Plow (en) de David Mamet, joué au Roslyn Packer Theatre (en) : Karen
- 2020 : Medea de Simon Stone, joué au Brooklyn Academy of Music : Medea

## Distinctions

### Récompenses

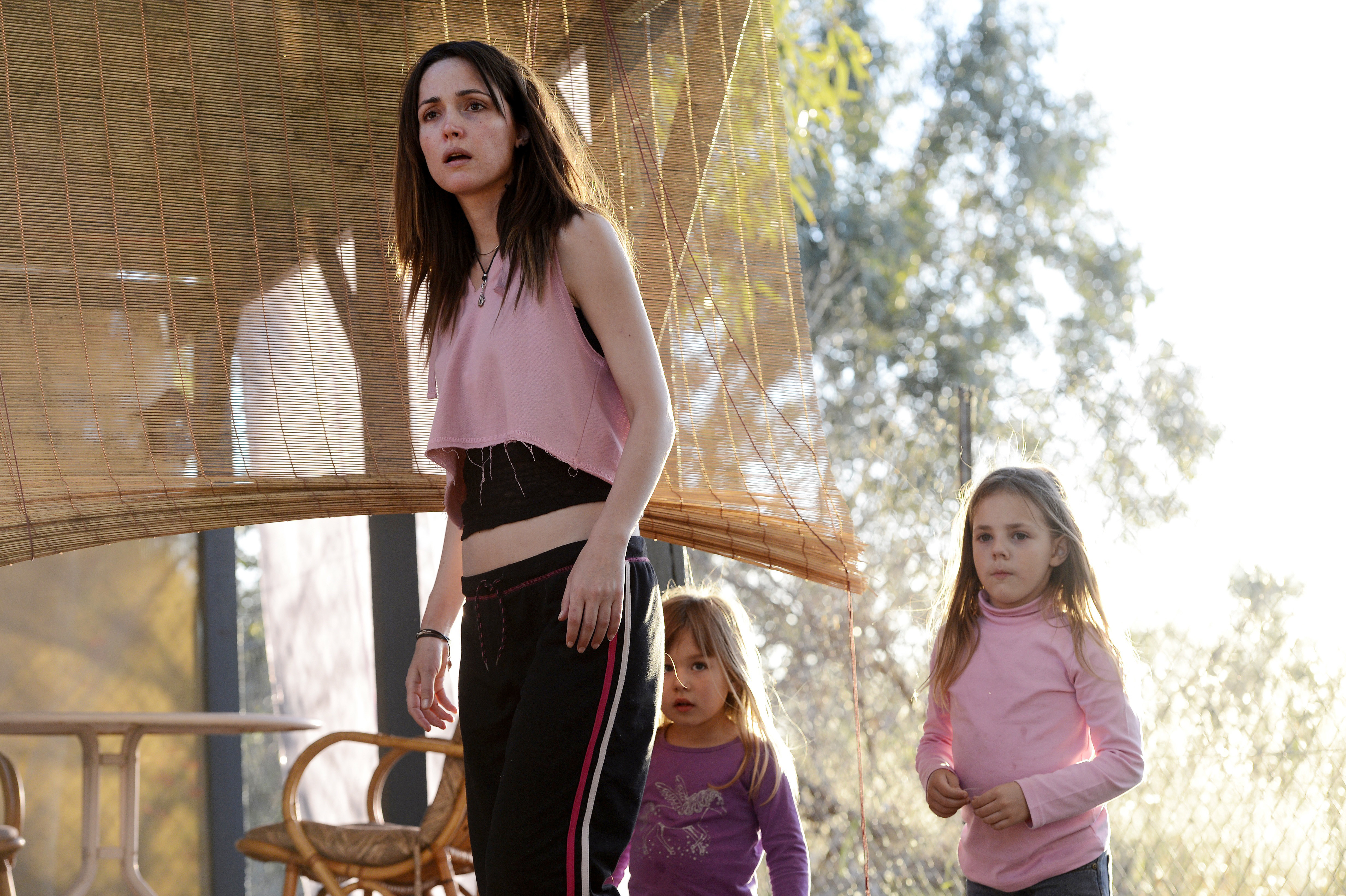
Rose Byrne sur le tournage de The Turning, en octobre 2012.

- Mostra de Venise 2000 : coupe Volpi pour la meilleure interprétation féminine pour La Déesse de 1967
- 2007 : AFI Awards : meilleure actrice pour Damages
- 2010 : IGN Summer Movie Awards : meilleure actrice dans une série télévisée pour Damages
- 2012 : MTV Movie Awards : performance la plus dégoûtante dans Mes meilleures amies[note 1]
- Australian Academy of Cinema and Television Arts Awards 2014 : Meilleure actrice pour The Turning
- Australian Film Critics Association Awards 2014 : meilleure actrice dans un second rôle pour The Turning
- 2014 : FCCA Awards : meilleure actrice dans un second rôle pour The Turning
- Australian Academy of Cinema and Television Arts Awards 2015 : Trailblazer Award
- Fangoria Chainsaw Awards 2012 : Chainsaw Award de la meilleure actrice pour Insidious
- 2015 : CinemaCon Award : star féminine de l'année
- Berlinale 2025 : Ours d'argent de la meilleure performance pour If I Had Legs I'd Kick You

### Nominations
- 2002 : FCCA Awards : meilleure actrice pour La Déesse de 1967
- 2003 : AFI Awards : meilleure actrice pour The Rage in Placid Lake
- 2008 : Emmy Award : meilleure actrice dans un second rôle dans une série télé dramatique pour Damages
- 2008 : Golden Globe : meilleure actrice dans un second rôle dans une série télé pour Damages
- 2008 : Gold Derby Awards : Meilleur révélation féminine de l'année
- 2009 : Emmy Award : meilleure actrice dans un second rôle dans une série télé dramatique pour Damages
- 2009 : AFI Awards : meilleure actrice pour Damages
- 2010 : Golden Globe : meilleure actrice dans un second rôle dans une série télé pour Damages
- 2010 : Emmy Award : meilleure actrice dans un second rôle dans une série télé dramatique pour Damages
- 2011 : Fright Meter Awards : meilleure actrice pour Insidious
- 2012 : Central Ohio Film Critics Association : meilleure distribution d'ensemble pour Mes meilleures amies
- 2015 : Critics Choice Award de la meilleure actrice dans une comédie pour Nos pires voisins
- 2015 : International Online Cinema Awards : Halfway Award de la meilleure actrice dans un second rôle pour Spy
- 2016 : International Online Cinema Awards : INOCA de la meilleure actrice dans un second rôle pour Spy
- 2016 : Georgia Film Critics Association : meilleure actrice dans un second rôle pour Spy
- 2018 : New Mexico Film Critics : meilleure actrice pour Juliet, Naked
- 2020 : Drama Desk Awards : meilleure actrice dans une pièce de théâtre pour Medea
- 2020 : Online Film & Television Association : meilleure actrice dans un second rôle dans une mini-série ou un téléfilm pour Mrs. America
- 2021 : Alliance of Women Film Journalists : actrice  qui a le plus besoin d'un nouvel agent pour Lady Business

## Voix francophones
Dans les versions françaises, Chantal Macé a été la voix régulière de Rose Byrne de 2007 à 2018, la doublant notamment dans la série Damages et dix longs métrages dont ceux de la saga Insidious (hormis le dernier), Les Stagiaires et The Place Beyond the Pines, ainsi que Two Hands qui a été doublé en 2011. En parallèle, de 2007 à 2019, Françoise Cadol la double à six occasions, dans Sunshine, 28 Semaines plus tard, les films X-Men, Spy et I Am Mother. 
Dans les années 2010, Pascale Chemin devient sa nouvelle voix régulière, la doublant au total dans huit films, tour à tour dans Mes meilleures amies, Nos pires voisins et sa suite, Apprentis Parents ou encore Irresistible pendant que Pamela Ravassard lui prête sa voix occasionnellement dans Pierre Lapin et sa suite, Angie Tribeca et Mrs. America. 
Après l'avoir doublée une première fois dans Prédictions, Sylvie Jacob la retrouve quatorze ans plus tard dans Insidious: The Red Door. De son côté, Julie Cavanna la double également à deux reprises, dans les séries Physical et Platonic.
À titre plus exceptionnel, elle a été doublée par Caroline Victoria dans Star Wars, Caroline Pascal dans Troie, Barbara Tissier dans Rencontre à Wicker Park et Ingrid Donnadieu dans la mini-série Casanova.
Dans les versions québécoises, le doublage de l'actrice est le plus souvent réalisé par Bianca Gervais (Troie, Adam, Les Voisins, Espionne). Mélanie Laberge reprend exceptionnellement le texte en français pour Demoiselles d'honneur, Insidieux et sa suite.
Versions françaises
- Chantal Macé dans Damages[83], Insidious[83], The Place Beyond the Pines[83], Insidious 2[83], etc.
- Françoise Cadol dans Sunshine[83], X-Men : Le Commencement[83], Spy[83], X-Men: Apocalypse[83], etc.
- Pascale Chemin dans Mes meilleures amies[83], Nos pires voisins[83], Nos pires voisins 2[83], etc.
- Pamela Ravassard dans Pierre Lapin[83], Mrs. America (mini-série), etc

Versions québécoises
- Bianca Gervais dans Troie[85], Adam[85], Les Voisins[85], Espionne[85], etc.
- Mélanie Laberge dans Demoiselles d'honneur[85], Insidieux[85], Insidieux : Chapitre 2[85]